# 塞尔德
塞尔德是德国下萨克森州的一个市镇。总面积20.38平方公里，总人口912人，其中男性455人，女性457人（2011年12月31日），人口密度45人/平方公里。